# اوایشتریتس
اوایشتریتس (به آلمانی: Uichteritz) یک منطقهٔ مسکونی در آلمان است که در وایسنفلس واقع شده‌است. اوایشتریتس  ۱٬۴۱۷ نفر جمعیت دارد.